# 谷口誠 (記者)
谷口 誠（たにぐち まこと、1978年1月25日 - ）は、日本の日本経済新聞記者、スポーツライター、コラムニスト。滋賀県生まれ。

## 来歴
膳所高校卒業後、京都大学に入学。
2003年、京都大学卒業後、日本経済新聞に入社。そして2009年、早稲田大学大学院スポーツ科学研究科社会人修士課程修了。

## 人物
- 現役時代のラグビーポジションはフランカー(FL)[2]。
- ラグビーワールドカップ2011からラグビーワールドカップを取材している。